# Tourtou
 (décembre 2010).
Le tourtou ou galetou est une galette ou crêpe épaisse à base de farine de sarrasin ou blé noir.

## Utilisation
Les tourtous remplaçaient le pain dans le bas Limousin et certaines régions de l'Auvergne et du Cantal. Ils sont aussi connus sous le nom de  « galetous » dans le haut Limousin et « bourriols » dans le Cantal, « pompes », etc.
Si, en Limousin, les galetous accompagnaient traditionnellement les plats en sauce comme le civet ou le ragoût, à notre époque, ils sont surtout servis à l'apéritif, tartinés de grattons (grillons persillés limousins), roulés et coupés en tronçons.

## Composition
Dans la composition de cette galette entrent de la farine de sarrasin, de froment et de la levure de boulanger. De l'eau y est rajoutée pour obtenir une pâte plus épaisse que la pâte à crêpes. Certaines recettes y incluent une pomme de terre cuite en robe des champs écrasée à la fourchette.